# Micromeryx

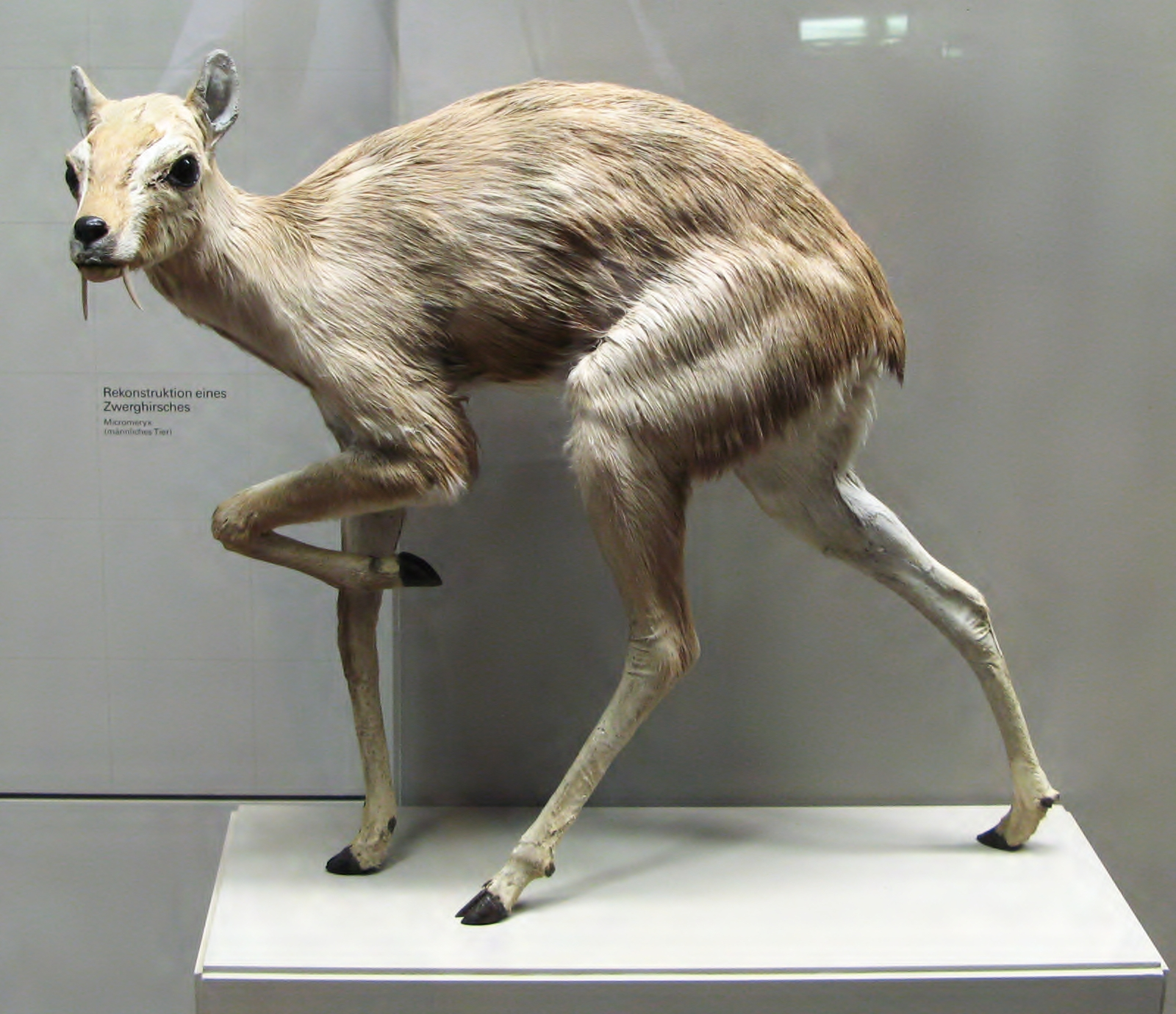
Restauration de Micromeryx, spécimen mâle

Micromeryx est un ancien genre de cerf porte-musc qui vivait au Miocène (il y a environ 12-8 millions d'années). Ses fossiles ont été trouvés en Europe et en Asie.

## Caractéristiques
Cet animal était très similaire au cerf porte-musc (Moschus moschiferus) d'Asie de l'Est. Cependant, Micromeryx (son nom signifie "petit ruminant") était beaucoup plus petit : 5 kilogrammes. Les dents étaient très similaires à celles de Cephalophus mais plus primitives. Les mâles avaient de longues canines supérieures saillant de la bouche. Le corps était mince et court, tandis que les jambes étaient très allongées.

## Espèces
Trois espèces ont été découvertes :
- Micromeryx styriacus †
- Micromeryx flourensianus † (trouvé à Sansan dans le Gers et Steinheim en Allemagne, avec un régime alimentaire frugivore, il y a 14,1 Ma[2])
- Micromeryx? eiselei †  cette espèce est dite membre du genre Micromeryx[3]